# Xã Chester, Quận Grand Forks, Bắc Dakota
Xã Chester (tiếng Anh: Chester Township) là một xã thuộc quận Grand Forks, tiểu bang Bắc Dakota, Hoa Kỳ. Năm 2010, dân số của xã này là 122 người.